# Doctor of Liberal Arts
A DLA az angol „Doctor of Liberal Arts” vagy a latin „Doctor Liberalium Artium” (a szabad művészetek doktora) rövidítése, a PhD megfelelője a művészeti képzésben. Ez a tudományos fokozat csak a művészeti képzés területén szerezhető meg.

## Célja
A DLA megszerzésének célja a tudományos doktori fokozatéval egyenértékű, az akkreditált képzőművészeti szakterületeken (zeneművész-tanár, építész, festőművész, szobrászművész, grafikusművész, intermédia-művész, restaurátorművész, látványtervező-művész, képzőművész-tanár) végzett magas szintű, önálló művészeti alkotómunka és kutatómunka eredményeinek elismertetése.

## Képzés és fokozatszerzés
Magyarországon jelenleg a szervezett doktori képzés formái:
- Nappali képzés: állami ösztöndíjas vagy önköltséges költségtérítést fizető)
- Levelező képzés: költségtérítést fizető.

Mindkét képzés időtartama 36 hónap (6 szemeszter). Az első három évben iskolarendszerű képzés folyik, amely megelőzi a fokozatszerzési eljárást.
Doktori fokozat megszerezhető egyéni felkészüléssel is. Doktori fokozatszerzési eljárás részei: a doktori szigorlat letétele, majd a doktori értekezés és a mestermunka megvédése.

## Jogi háttér
Magyarországon a DLA-fokozat megszerzését, adományozását és az ezzel kapcsolatos jogosultságokat a felsőoktatási törvény szabályozza.

## Jogosultság a DLA cím jelzésére
A DLA-fokozattal rendelkező személyek nevük mellett feltüntethetik a „DLA” vagy a „Dr.” rövidítést.

## DLA címet adományozó magyar egyetemek
- Budapesti Műszaki és Gazdaságtudományi Egyetem
- Moholy-Nagy Művészeti Egyetem
- Pécsi Tudományegyetem
- Színház- és Filmművészeti Egyetem
- Liszt Ferenc Zeneművészeti Egyetem
- Magyar Képzőművészeti Egyetem